# Чебурек
Чебуре́к (крымскотат. çiberek: çiy — сырой [относится к начинке], börek — пирожок) — изначально блюдо крымскотатарской кухни, также входит в кухню мариупольских греков (под названием чир-чир) и северокавказских народов. Получило распространение и в других регионах бывшего Советского Союза. Представляет собой кулинарное изделие в виде полукруга из пресного теста с начинкой из измельчённой жирной баранины, лука, специй и небольшого количества воды. 
Обжаривается во фритюре. Подаётся горячим.